# Перси Тау
Перси Музи Тау (на английски: Percy Muzi Tau) е южноафрикански футболист, играещ като нападател за виетнамския Нам Дин и националния отбор на ЮАР. Участник в Купата на африканските нации 2019 и Купата на африканските нации 2023, където бележи първия гол за отбора си срещу Намибия при победата с 4:0 и печели третото място и бронзовите медали на Африка.

## Успехи
Мамелъди Съндаунс (Претория)
- Премиер дивижън на ЮАР
  -  Шампион на ЮАР (2): 2013/14, 2017/18
- Шампионска лига на КАФ
  -  Носител (1): 2016
- Купа на лигата на ЮАР
  -  Носител (1): 2015
- Суперкупа на КАФ
  -  Носител  (1): 2017

 Брюж
- Про лига на Белгия
  -  Шампион на Белгия (1): 2019/20

 Ал Ахли (Кайро)
- Премиер лига на Египет
  -  Шампион на Египет (1): 2022/23
- Суперкупа на КАФ
  -  Носител  (1): 2021
- Суперкупа на Египет
  -  Носител  (3): 2021/22, 2022/23, 2023/24
- Купа на Египет
  -  Носител  (1): 2021/22
- Шампионска лига на КАФ
  -  Носител (1): 2022/23
- Световно клубно първенство
  -  Бронзов медал (3 място) (2): 2021, 2023

 ЮАР
- Купа на африканските нации
  -  Бронзов медал (3 място) (1): 2023
- Турнир на четирите нации
  -  Носител  (1): 2018

Индивидуални
- Играч на годината на ЮАР: 2017/18
- Голмайстор в шампионата на ЮАР: 2017/18 (11 гола)
- Играч на годината във втора дивизия на Белгия: 2018/19